# Catedral Divino Espírito Santo
A Catedral Divino Espírito Santo é o monumento símbolo da cidade de Jataí, no sudoeste do estado de Goiás e sé episcopal da Diocese de Jataí. 
A Catedral de Jataí foi projetada em 1981 por Marcio Heluisio Costa Carvalho, arquiteto jataiense que atuou principalmente na capital de Goiás. Sua maquete foi desenvolvida com a ajuda de sua mãe, Luzia da Costa Carvalho, e pelo irmão   também arquiteto, Sérgio de Carvalho, em 1983, a pedido dos religiosos a fim de solicitarem financiamento para realização da obra.
Sua belíssima e poética estrutura nos chama a atenção por sua imponência e arquitetura moderna. O prédio começou a ser construído em 1984, a obra levou nove anos para ficar pronta. Foi dedicada em 2 de outubro de 1993 ao Divino Espírito Santo, com a presença do então núncio apostólico no Brasil, Dom Alfio Rapisarda. Vista do alto, a igreja lembra o formato de um favo de mel (referência à cidade de Jataí, que leva o nome de uma abelha). 
Cada uma de suas fachadas possuem doze colunas que simbolizam as doze tribos de Israel e os doze apóstolos de Cristo. Somadas, as vinte e quatro colunas também simbolizam as 24 cidades que compõem a diocese.  
Os vitrais têm o formato de mitra, visto que a catedral é a igreja do bispo. 
Em seu interior, possui um imenso painel de arte sacra, pintado pelo famoso artista Cláudio Pastro, com pinturas retratando passagens importantes do Velho Testamento e do Novo Testamento. 
Possui uma cripta, onde estão sepultados os bispos:
- Dom Benedito Domingos Vito Coscia

- Dom Miguel Pedro Mundo

- Dom Aloísio Hilário de Pinho